# Departamento Loncopué
Das Departamento Loncopué liegt im Westen der Provinz Neuquén im Süden Argentiniens und ist eine von 16 Verwaltungseinheiten der Provinz. 
Es grenzt im Norden an das Departamento Ñorquín, im Nordosten an das Departamento Pehuenches, im Osten an das Departamento Añelo, im Süden an das Departamento Picunches und im Westen an Chile. 
Die Hauptstadt des Departamento Loncopué ist das gleichnamige Loncopué.

## Bevölkerung

### Übersicht
Das Ergebnis der Volkszählung 2022 ist noch nicht bekannt. Bei der Volkszählung 2010 war das Geschlechterverhältnis mit 3.499 männlichen und 3.426 weiblichen Einwohnern ausgeglichen mit einem knappen Frauenüberhang.
Nach Altersgruppen verteilte sich die Einwohnerschaft auf 1.970 Personen (28,4 %) im Alter von 0 bis 14 Jahren, 4.467 Personen (64,5 %) im Alter von 15 bis 64 Jahren und 488 Personen (7,0 %) von 65 Jahren und mehr.

### Bevölkerungsentwicklung
Das Gebiet ist sehr dünn besiedelt. Die Bevölkerungszahl hat seit 1970 stark zugenommen. Die Schätzungen des INDEC gehen von einer Bevölkerungszahl von 7.961 Einwohnern per 1. Juli 2022 aus.
| Jahr | 1947  | 1960  | 1970  | 1980  | 1991  | 2001  | 2010  | 2022    |
| Einwohner                                                                                                | 3.520 | 3.393 | 3.222 | 3.919 | 5.206 | 6.457 | 6.925 | k. Ang. |
| Bevölkerungsentwicklung des Departements seit 1947; Quelle: Ergebnisse der Volkszählungen in Argentinien |       |       |       |       |       |       |       |         |

## Städte und Gemeinden
Das Departamento Loncopué gliedert sich in Loncopué, eine Gemeinde zweiter Kategorie, die Comisión de Fomento Chorriaca und die Cuarteles Cajón de Almanza, Huarenchenque, Huitrin, Huncal, Muchilinco, Pichaihue und Quintuco.